# Сельское поселение Гололобовское
Сельское поселение Гололобовское — упразднённое в 2017 году муниципальное образование (сельское поселение) упразднённого Зарайского муниципального района Московской области.
Административный центр — деревня Гололобово. Площадь территории сельского поселения составляет 26 542 га.
Глава сельского поселения — Чувинов Алексей Григорьевич.

## Население
| 2006  | 2007  | 2008  | 2009  | 2010  | 2011  |
| ----- | ----- | ----- | ----- | ----- | ----- |
| 4603  | ↗4651 | ↗4657 | ↗4676 | ↘4587 | ↘4566 |
| 2012  | 2013  | 2014  | 2015  | 2016  | 2017  |
| →4566 | ↘4533 | ↘4514 | ↘4509 | ↘4469 | ↘4394 |

## Состав сельского поселения
В состав сельского поселения входят 36 населённых пунктов трёх упразднённых административно-территориальной единиц — Гололобовского, Ерновского и Масловского сельских округов:
| №  | Населённый пункт    | Тип населённого пункта          | Население |
| -- | ------------------- | ------------------------------- | --------- |
| 1  | Алтухово            | деревня                         | ↘36       |
| 2  | Апонитищи           | деревня                         | ↘92       |
| 3  | Астрамьево          | деревня                         | ↗25       |
| 4  | Бавыкино            | деревня                         | ↗9        |
| 5  | Беспятово           | деревня                         | ↗344      |
| 6  | Большое Еськино     | деревня                         | ↗9        |
| 7  | Борисово-Околицы    | деревня                         | ↗55       |
| 8  | Верхнее Вельяминово | деревня                         | ↘1        |
| 9  | Верхнее Плуталово   | деревня                         | ↘10       |
| 10 | Воронино            | деревня                         | ↗58       |
| 11 | Гололобово          | деревня, административный центр | ↘1088     |
| 12 | Ерново              | деревня                         | ↗788      |
| 13 | Жилконцы            | деревня                         | ↘72       |
| 14 | Замятино            | деревня                         | ↘2        |
| 15 | Злыхино             | деревня                         | ↘6        |
| 16 | Ильицино            | деревня                         | ↘6        |
| 17 | Клепальники         | деревня                         | →0        |
| 18 | Клин-Бельдин        | деревня                         | ↗67       |
| 19 | Козловка            | деревня                         | ↘196      |
| 20 | Малое Еськино       | деревня                         | →6        |
| 21 | Масловский          | посёлок                         | ↗1187     |
| 22 | Мишино              | деревня                         | ↗13       |
| 23 | Нижнее Вельяминово  | деревня                         | ↘15       |
| 24 | Нижнее Плуталово    | деревня                         | →0        |
| 25 | Новосёлки           | деревня                         | ↘354      |
| 26 | Пенкино             | деревня                         | ↗16       |
| 27 | Прудки              | деревня                         | ↗7        |
| 28 | Рассохты            | деревня                         | ↘11       |
| 29 | Ситьково            | деревня                         | ↗5        |
| 30 | Слепцово            | деревня                         | ↘7        |
| 31 | Староподастрамьево  | деревня                         | ↗10       |
| 32 | Старо-Подгороднее   | деревня                         | ↗49       |
| 33 | Столпово            | деревня                         | ↗12       |
| 34 | Филипповичи         | деревня                         | ↘14       |
| 35 | Чирьяково           | деревня                         | →12       |
| 36 | Широбоково          | деревня                         | ↘5        |